# Majatengah (Kemangkon)
Majatengah is een bestuurslaag in het regentschap Purbalingga van de provincie Midden-Java, Indonesië. Majatengah telt 3247 inwoners (volkstelling 2010).